# Cyanocorax cristatellus
Cyanocorax cristatellus е вид птица от семейство Вранови (Corvidae).

## Разпространение
Видът е разпространен в Боливия, Бразилия и Парагвай.